# Мыс Троицы
Мыс Троицы (также Сятой Троицы, ранее Кикинеиз) — мыс на Южном Берегу Крыма в полукилометре западнее посёлка Понизовка.
Собственно мыс — трапециевидный, довольно плоский выступ берега высотой 15—20 м, сложенный верхнеюрскими известняками и отделённый от берегового склона дугообразной грядой длиной около 350 м из развалов крупных глыб. По существующей версии мыс образовался в результате медленного (в геологическом смысле)  «древнего» инсеквентного сползания отколовшихся частей Главной гряды по подстилающей поверхности из глинистых сланцев.
На мысе находятся развалины средневекового феодального замка Кучук-Исар, в котором, по бытовавшей в XIX веке версии, находились остатки церкви Сятой Троицы, исходя из чего Феодосий Ревелиоти в 1830-х годах назвал устроенное на вершине мыса имение «Сятая Троица».
В известных источниках мыс впервые обозначен на карте Фёдора Чёрного 1790 года, где подписан, как Ничшнеус — видимо, по искажённому названию селения Кикинеиз, которое также помечено, как Ничшнеус.  На карте из сборника Петра Кеппена 1836 года мыс назван, согласно тогдашнему написанию, Кикинеис, как и в его же труде «О древностях южнаго берега Крыма и гор Таврических». Название Кикинеиз, Кикенеиз фигурирует на картах до конца XIX века и, хотя на «верстовке» Военно-топографического Депо 1890 года мыс подписан уже как «Святой Троицы», в «Лоции Чёрного и Азовского морей» 1903 года еще значится, как «Кикинеиз». В доступных источниках в варианте «мыс Троицы» впервые встречается на километровке РККА 1941 года (на ней же впервые фигурирует название «Кикенеиз» у  мыса к востоку, как и в современности). Встречается версия, что слово «Святой» в названии исчезло в 1953 году.